# 天津市国防动员办公室
天津市国防动员办公室是中华人民共和国天津市人民政府主管国防动员工作的直属机构，与主管人民防空工作的天津市人民防空办公室一个机构两块牌子。

## 职能处室
- 秘书人事处
- 机关党委
- 法制宣传处
- 工程技术处
- 指挥处
- 通信处
- 计划财务处[1]

## 直属单位
- 信息管理中心
- 人防建筑科研设计院
- 平战结合管理站
- 人防工程建设管理站
- 通信站
- 人防经营开发总公司[2]